# V923 Aquilae
Désignations
V923 Aquilae est une étoile binaire et variable de la constellation de l'Aigle. Elle porte également la désignation HD 183656 du catalogue Henry Draper, V923 Aquilae étant sa désignation d'étoile variable. Le système est faiblement visible à l'œil nu avec une magnitude apparente qui fluctue autour de 6,06. Il est situé à une distance d'environ ∼ 890 a.l. (∼ 273 pc) du Soleil sur la base de sa parallaxe annuelle, mais s'en rapproche avec une vitesse radiale d'environ −26 km/s.
Ce système a été identifié pour la première fois comme une binaire spectroscopique probable par William Edmund Harper en 1937, qui a noté qu'il montrait « des raies étroites et intenses d'un spectre particulier ». Paul Merrill et Cora Gertrude Burwell l'ont identifiée comme une étoile à enveloppe en 1949,. Merrill et Alice Louise Lowen ont montré en 1953 qu'elle présentait de grandes variations de vitesse radiale. Une étude photométrique réalisée par Clarence Roger Lynds en 1960 a montré que la luminosité du système variait avec une amplitude de plus de 0,1 en magnitude et selon une période caractéristique de 0,85 jour, bien qu'il ne se comporte pas périodiquement sur de longs intervalles de temps.
Une étude plus approfondie menée par P. Koubský et al. en 1989 à l'aide de mesures de vitesse radiale à long terme a permis de déterminer que V923 Aquilae est une binaire spectroscopique avec une période orbitale de 214,75 jours. Il existe également une variation cyclique à long terme de changement d'amplitude et de période. Le système binaire modélisé donne une primaire dont le type spectral est d'environ B5-7e et une secondaire de faible masse, séparées par environ 250 R☉. Ils ont émis l'hypothèse que la variation à long terme était due à une enveloppe créée par un transfert de masse du composant secondaire vers le composant primaire. Cependant, cette hypothèse du transfert de masse a été remise en question par la suite et n'a toujours pas été vérifiée en date de 2004.